# Звенимир
Звенимир е село в Североизточна България. То се намира в община Главиница, област Силистра.

## География
Село Звенимир се намира на 64,6 км от областния център Силистра, на 14,4 км от град Главиница, на 28,7 км от град Дулово, на 39,8 км от Тутракан и на 18,3 км от град Исперих. Селото се намира на 387 км от столицата София, на 154 км от град Букурещ и на 29 км по въздушен път от река Дунав.
Звенимир попада на територията на историко-географските области Лудогорие и Южна Добруджа
Населението на Звенимир е 370 души (1 февруари 2011 г. НСИ).
Климатът е умереноконтинентален с много студена зима и горещо лято. Районът е широко отворен на север и на североизток. През зимните месеци духат силни, студени североизточни ветрове, които предизвикват снегонавявания. По време на снежна буря през месеците януари и февруари, североизточните ветрове достигат скорост от 90 – 100 км/ч. През лятото често явление е появата на силни сухи ветрове, които пораждат ерозия на почвата. Средногодишната температура е около 10 – 11 °C. През летните месеци, температурите достигат до +40 C, а през зимата до -30 C. Снежната покривка в района се задържа сравнително дълго – около 60 дни в годината. Годишната сума на валежите е около 550 – 600 мм. Преобладаващата надморска височина е от 189 до 213 м.
Почвите са плодородни – черноземи. Отглежда се главно пшеница, царевица и слънчоглед. В овощните градини край селото се отглеждат сини сливи и кайсии.
Селото е заобиколено от обширни и много гъсти гори, в които животинският свят е много богат. Срещат се благороден елен, елен лопатар, дива свиня, сърна, чакал, дива котка, лисица, муфлон и много други видове.

## История
Село Звенимир е съставено от 2 села – Авдулар и Айваткьой. През Османския период, след Освобождението и по време на румънското управление селото носи името Авдулар. От 1913 до 1940 година, селото попада в границите на Кралство Румъния, която тогава окупира Южна Добруджа. В периода между 1913 и 1940 г. село Авдулар попада в община Аккадънлар (дн. Дулово), окръг Дуростор (днешна Силистра). Според преброяването, проведено през 1934 г., населението на Авдулар възлиза на 276 жители. По силата на Крайовската спогодба селото е върнато на България през 1940 г. Със заповед МЗ № 2191/обн. 27 юни 1942 г. селото се преименува на Звенимир.
След 1944 година Звенимир е съставно село към селски общински съвет в Паисиево, от 1956 г. – към селски общински съвет в Зебил, а от 1979 г. – към селищна система и по-късно община с център Главиница. Пре периода 1971 – 1979 г. Звенимир е селски общински център със съставни села Вълкан, Зебил и Листец.
Народно начално училище „Георги Димитров“ – с. Звенимир действа от 1944 до 2008 г. ТКЗС „Съгласие“ в селото е учредено през 1955 г.

## Религии и етнически състав
Населението на Звенимир е съставено изцяло от етнически турци, които изповядват религията ислям.
В територията на селото има две джамии.

## Икономика
В селото се развива предимно земеделска дейност от земеделска кооперация „Айват-93“. Основната ѝ дейност е производство и реализация на зърнени и технически култури – пшеница, ечемик, царевица, слънчоглед и др. Също така кооперацията има фурна на територията на селото, която се занимава с производството на хлебни изделия.

## Обществени институции
- Кметство Звенимир – Адрес: с. Звенимир, ул. „Осма“ № 09, обл. Силистра
- Народно читалище „Светлина-1960“ – Създадено през 1950 г. Адрес: с. Звенимир, ул. „Осма“ № 09, обл. Силистра
- АПМП-ИП Д-р Милен Бобчев, – Адрес: с. Звенимир ул.„Втора“ №47, обл. Силистра[5]

## Природни забележителности и културни редовни събития
В селото има новоизграден кът за отдих, наречен „Дере Кулак“. В територията на селото има и два живописни парка. В землището на селото растат и три вековни дървета от вида цер на възраст около 250 години.
Всяка година се чества празникът на селото на 1 май. Канят се културни дейци от съседни села (в програмите са включени народни танци, песни, обичаи и състезания).

## Галерия
- Къта за отдих в местността "Дере Кулак"
- Селото на фона на ловна зона "Зли Дол"
- Село Звенимир след снежна буря
- Табела при входа
- Кът за Отдих „Дере Кулак“ – места за сядане с навеси
- Турски танци включени в програмата
- Панорамен изглед от джамията
- Жътва на слънчоглед около селото при 35 градуса по Целзий
- Кът за отдих „Дере Кулак“